# Plochingen (stacja kolejowa)
Plochingen – stacja kolejowa w Plochingen, w kraju związkowym Badenia-Wirtembergia, w Niemczech. Znajdują się tu 4 perony.